# Trigonisca duckei
Trigonisca duckei (лат.) — вид безжальных пчёл из трибы Meliponini семейства Apidae. Не используют жало при защите. Хотя жало у них сохранилось, но в сильно редуцированном виде. Вид был впервые описан в 1900 году немецким энтомологом Генрихом Фризе (Heinrich Friese; 1860—1948) и назван в честь натуралиста Adolf Ducke.

## Распространение
Неотропика: Боливия (El Beni), Бразилия (Amazonas, Ceará, Maranhão, Mato Grosso, Pará, Roraima);
Гайана (Cuyuni-Mazaruni, Potaro-Siparuni); Перу (Loreto, Pasco); Суринам (Saramacca).

## Описание
Отмечено опыление растений Indigofera (Мотыльковые), Miconia minutiflora (Melastomataceae), Moquilea utilis (Rosceae), хищничество дятлов и гнездование в деревьях.